# Fritz Voegelin
Fritz Voegelin (* 19. September 1943 in Zürich; † 25. Dezember 2020 in Bischofszell):8 war ein Schweizer Dirigent und Komponist.
Voegelin wurde 1988 als Professor für Dirigieren an die Universidad de Antioquia in Kolumbien berufen. 1984 wurde er künstlerischer Direktor des Landeskonservatoriums von Kolumbien. 1991 wurde seine Komposition "Signos para cuerdas" bei den Weltmusiktagen der Internationalen Gesellschaft für Neue Musik ISCM in Zürich aufgeführt. Seit 1992 lebte er wieder in der Schweiz. Er verstarb am 25. Dezember 2020 an seinem Wohnort in der Schweiz.

## Werke
Er schrieb unter anderem eine Fantasia für Orgel, Viola obbligata und Streichorchester, die 1975 in  Bern uraufgeführt wurde. Bis zum Jahr 2005 hat dieses düstere, vom Choral „Vater unser im Himmel“ von Martin Luther getragene Werk keine weitere Aufführung mehr erlebt, bis das Collegium Musicum Coellicense im Adventskonzert vom 10. Dezember 2005 in der reformierten Kirche Kölliken unter Matthias Sager eine Neuaufführung wagte. Dieses nicht einfach zu spielende, zunächst aus Dissonanzen bestehende Opus, das erst im letzten Teil zu einer gewissen Zuversicht führt, ist am 11. Dezember noch in Lostorf aufgeführt worden. Fritz Voegelin, obwohl krank, soll dem Werk als Zuhörer gefolgt sein.

## Tonträger
- Fritz Voegelin - Portrait, 2002 Musikszene Schweiz